# Järnvägslinjen Jörn–Arvidsjaur
Järnvägslinjen Jörn–Arvidsjaur går mellan Stambanan genom övre Norrland och Inlandsbanan och är en av tre tvärbanor i övre Norrland. Järnvägen öppnades för allmän trafik den 1 december 1928 och trafiken upphörde den 27 maj 1990. Banverket, nuvarande Trafikverket, har ansökt om nedläggning men det har inte beviljats av regeringen.

## Historia
Tvärbanan mellan Jörn och Arvidsjaur byggdes av Statens Järnvägar. Den påbörjades 1924 och färdigställdes 1928. Det var första järnvägen till Arvidsjaur eftersom Inlandsbanan nådde orten först 1933.
Efter att Statens Järnvägar upphörde med trafiken 1990 på grund av för dålig lönsamhet, -2,1 i kvot, användes banan mellan Arvidsjaur och närbelägna Nordlunda för virkestransporter tills sågverket gick i konkurs på slutet av 1990-talet.
Efter nedläggningen av trafiken startade Arvidsjaurs Järnvägsförening uthyrning av cykeldressiner i Arvidsjaur. Den togs över av ett turistföretag men upphörde efter säsongen 2010.

## Nuvarande
En kort sträcka av banan, i Nordlunda utanför Arvidsjaur, upprustades och fick strömskena, som flyttades från en tidigare anläggning på Inlandsbanan, och kontaktledning 2008. Sträckan används vid Storstockholms lokaltrafiks snö- och köldtester av tunnelbannevagnar, växlar, strömskenor och kontaktledning.
Växeln mot Arvidsjaur vid stationen i Jörn lades tillbaka i samband med att en torvterminal öppnades under 2009 tre kilometer från Jörn.
Beslut har fattats av kommunalråden i de båda kommunerna om att verka för att använda sträckan mellan torvterminalen och SL:s tidigare testspår i Nordlunda som tågtestcenter.

## Framtid
Den övriga järnvägen ligger i malpåse men det finns åsikter om att tvärbanan, som förbinder Stambanan genom övre Norrland och Inlandsbanan, bör öppnas igen för godstransporter av malm, skogsprodukter och torv.
En möjlighet är malmtransporter från prospekterad gruvverksamhet väster om Glommersträsk.
Det har under 2013-2014 tagits fram en förstudie på att rusta upp banan och använda den som testbana för nya tågmodeller, kallad Rail Test Nordic, RTN. Nästa steg är ytterligare studier för ett beslutsunderlag. Testbanan som planeras är 7,5 mil lång och halva denna sträcka är en raksträcka där höghastighetstester ska möjliggöras. Trafikverket fattade i februari 2020 beslut om att upplåta sträckan mellan Jörn och Nordlunda (utanför Arvidsjaur) under en period av 30 år till Skanska AB som har för avsikt att skapa en anläggning för tågtester. Inlandsbanan AB lämnade i mars 2020 in en överklagan av beslutet till regeringen.  I januari 2021 meddelade regeringen att man inte kommer att pröva Inlandsbanan ABs överklagan om tågtestbanan. I mars 2021 meddelade Skanska AB att man valt att inte stå kvar som finansiär av den planerade tågtestbanan.
Dock är samebyarna i området emot eventuell öppning av banan för testtrafik då instängsling av hela bandelen omöjliggör renskötsel och flytt av renhjordar. Vidare är boende och jaktlag utmed järnvägen skeptiska till vad de kallar "ett luftslott" samt att järnvägen går genom tre riksintressen, Stormyran vid Jörn och samebyarna Mausjaur, Kikkejaur och Svaipa, vilket kräver en miljökonsekvensbeskrivning då riksintressen skall stängslas av. Slutligen är regeringen ovillig att ge svar om delfinansiering till projekteringen.